# Сашко Туровець
Сашко Туровець (Сацький) (*д/н —†1664) — кошовий отаман Війська Запорозького Низового у 1663 та 1664 роках.

## Життєпис
Перші відомості про Сашка Туровця (інше прізвисько Сацький) приходять на 1661 рік. Тоді наказний гетьман Яким Сомко повідомив у Москву, що на Запоріжжі у повній готовності та з чималим військом стоїть отаман Сацький.
У 1662 році разом з Іваном Сірком виступив проти діяльності Якима Сомка та Юрія Хмельницького.
У 1663 році обирається кошовим отаманом. Тоді ж очолив спільне військо запорожців та калмиків, що завдали поразки кримськотатарським загонам, які вдерлися на Правобережну Україну. Після цього Туровець розбив передовий загін ханового наступу, що дійшов до Крилова, а потім дав генеральний бій ворогам на річці Омельничці.
Після цього підтримував Івана Брюховецького у боротьбі із Сомком, сприяв скликанню Чорної ради. За це отримав від Брюховецького землі в Ніжинському полку. Наприкінці року вимушений був поступитися владою Іванові Сірку, проте вже у 1664 році знову обирається кошовим отаманом. Навесні того ж року рушив на Правобережну Україну проти гетьмана Павла Тетері на підтримку гетьманові Брюховецькому, проте потрапив в облогу в Умані. Зрештою зазнав поразки. Невідомо, чи загинув у бою, або його було страчено.